# Morum bayeri
Morum bayeri is een slakkensoort uit de familie van de Harpidae. De wetenschappelijke naam van de soort is voor het eerst geldig gepubliceerd in 2001 door Petuch.